# Absalom (comics)
Absalom est un personnage de fiction, super-vilain et mutant de l'univers de Marvel Comics. Créé par Rob Liefeld et Fabian Nicieza, il est apparu pour la première fois dans le comic book X-Force n°10 et faisait partie des Externels.

## Origine
On ne sait pas grand-chose du mutant nommé Absalom, si ce n'est qu'il était l'un des Externels, un type de mutant dont le gène X donnait retardait le vieillissement. Il a été voleur vers 1800, dans le Midwest. Ces pouvoirs mutants se manifestèrent quand il fut pendu, pour meurtre. Les épines osseuses tranchèrent la corde, ce qui lui permit de fuir la population effrayée.
Ses activités et son affiliation avec les Externels après cet évènement sont inconnues. Il fut tué par Sélène, qui absorba sa force vitale.

## Pouvoirs
- Absalom était un mutant dont le Gène X conférait la quasi-immortalité. Il pouvait guérir de toute blessure et ne vieillissait que très lentement.
- Il ne ressentait pas la douleur physique.
- Son squelette générait de la matière osseuse, qui perçait sa peau sous la forme de grandes épines.